# Tangled Up (Caro Emerald)
Tangled Up è un singolo della cantante olandese Caro Emerald, primo estratto dall'album The Shocking Miss Emerald, uscito nel febbraio 2013 e pubblicato dall'etichetta discografica Grandmono Records per i Paesi Bassi, mentre per l'Italia è pubblicato dalla Time Record.

## Il brano
Il singolo è tratto dall'album The Shocking Miss Emerald, destinato ad uscire in Europa il 3 maggio 2013, in Inghilterra il 6 maggio, mentre in Italia il 14 maggio.
Riscuote immediatamente un grandissimo successo in tutta l'Europa occidentale, raggiungendo il sesto posto nella classifica top 100 nei Paesi Bassi, alta posizione favorita anche dalla pubblicazione di tre remixes del singolo:
- Yarin & Richwood remix
- Lokee remix
- Kahedi remix

## Video ufficiale
Il video ufficiale del singolo è stato pubblicato per la prima volta, l'8 marzo 2013, ed è stato realizzato dalla Videodrome.
La clip è stata girata per le vie di Parigi, in un'atmosfera un po' retrò, il tutto accompagnato dalla musicalità di un tango.

## Tracce
1. Tangled up
2. Tangled up (Instrumental)
3. Tangled up (Vocals)

## Classifiche
| Classifica (2013) | Posizione massima |
| ----------------- | ----------------- |
| Belgio (Fiandre)  | 62                |
| Germania          | 81                |
| Italia            | 23                |
| Paesi Bassi       | 6                 |
| Regno Unito       | 77                |

### Classifiche di fine anno
| Classifica (2013) | Posizione |
| ----------------- | --------- |
| Italia            | 94        |